# Marc Sauvageau
Pour les articles homonymes, voir Sauvageau.
Marc Sauvageau est né à Montréal en 1974, il vit et travaille à Mirabel. Il est un ancien journaliste à TVA et LCN. Il se consacre maintenant principalement à sa carrière de slameur-poète.

## Biographie
Marc Sauvageau est titulaire d'un baccalauréat en communication - profil journalisme de l'Université du Québec à Montréal, d’un certificat en étude cinématographique et d’un certificat en arts et sciences de l’Université de Montréal.
En 2002 - point culminant de son parcours - il est le rescapé miraculé d’une avalanche survenue dans les Chic-chocs. Cet incident l’entraîne dans une longue convalescence qui s’aboutie, trois ans plus tard, à l’Abbaye de St-Benoît-du-Lac.
« Fasciné par la sonorité des mots et les images poétiques qui leur sont associées, Marc Sauvageau est un électron libre qui refaçonne la réalité à l’aide de ses fantaisies et de ses rêves. Dans ses histoires, de simples faits deviennent fantastiques, le monochrome revêt les couleurs de l’arc-en-ciel. D’inspiration bédéiste, son univers parallèle puise à la source même de notre quotidienneté. »
Anciennement journaliste à TVA-LCN, il a réorienté sa carrière afin de se consacrer au slam et à la poésie. D'ailleurs, il performe et donne des ateliers de slam depuis 2015. Il a notamment organisé l'atelier Slame-moi ça, une activité proposée dans le cadre du programme « Passeur de rêves » à l'école l'Odyssée de Terrebonne. Cette activité met de l'avant son dynamisme, ses qualités de pédagogue et ses talents de conteur pour transmettre son amour et sa fascination des mots aux jeunes. Il a également mis sur pieds d'autres ateliers auprès des jeunes : Raconte-moi (Jeunesse en spectacle), Conte musical qui aborde l'écriture en lien avec la musique, et Conte.mov un atelier visant à plonger les élèves dans la réalisation cinématographique.
Il a également œuvré en tant que dramaturge. Il a d'ailleurs écrit deux pièces de théâtre ; la première Le Spacetag. Ma dégénération (2001) et la seconde coécrite avec Ugo Monticone et intitulée Le Rien de deux Kilos (2002).
Auteur passionné, il publie quatre livres qui appartiennent tous à des styles différents. Son premier est un recueil de chroniques journalistiques intitulé Invraisemblables mais vraies... : chroniques journalistiques (2000). Il poursuit avec une bande dessinée poétique Sacré Gobe-mouche (2006) ; un conte audio-historique La déportation des acariens (2010) ; et finalement un recueil de contes à la manière d'un bestiaire Et Dieu créa les animaux à notre image : Bestiaire délirant (2010).
Au cours de sa carrière, il gagné plusieurs prix. En 1999, il est récipiendaire du Prix Lizette-Gervais dans la catégorie Vidéo-Télévision. En 2010 et 2012, il est boursier du Conseil des Arts du Canada dans la catégorie Littérature orale. En 2015, il reçoit le Prix d'excellence en français Gaston-Miron. En 2018, il est boursier du Conseil des arts et des lettres du Québec (CALQ) - régions des Laurentides. En 2022, il reçoit le Prix Passion par les Grands prix de la Culture des Laurentides.
En 2013, il a participé, avec Jocelyn Bérubé, Mike Burns, Danielle Brabant et plusieurs autres, à la compilation Nuit du conte à Montréal édité par Planète rebelle en collaboration avec les Éditions Oui Dire et qui a fait l'objet d'un coffret CD triple.
« En outre, depuis 2006, il a su développer ses aptitudes de communicateur en offrant des activités de médiation culturelle (dans le cadre de « La culture à l’école ») dans les écoles primaires et secondaires de la province. Jusqu’à ce jour, il a rencontré plus de trente-mille élèves. »
« Son parcours diversifié ainsi que ses nombreuses expériences font de lui une source d’inspiration inépuisable. »
Il est membre de l'Union des écrivaines et des écrivains québécois.

## Œuvre

### Livres
- Invraisemblables mais vraies... : chroniques journalistiques, Saint-Léonard, Éditions 5 continents, 2000, 133 p.  (ISBN 9782922300239)
- Sacré Gobe-mouche (avec Philippe Mayer), Montréal, Orace.ca, 2006, 71 p.  (ISBN 9782980935008)
- La Déportation des Acariens (avec Philippe Mayer), Montréal, Éditions Marchand d'idées, 2010, n.p.  (ISBN 9782981237200)
- Et Dieu créa les animaux à notre image : Bestiaire délirant, Montréal, Planète rebelle, 2010, 87 p.  (ISBN 9782923735139)

### Pièces de théâtre
- Le Spacetag. Ma dégénération, La Vingtaine et Espace Geordie, 2001, Montréal.
- Le Rien de deux Kilos (avec Ugo Monticone), 1234 De la Montagne (World Beat Center), 2002, Montréal.

## Prix et honneurs
- 1999 : Prix Lizette-Gervais, catégorie Vidéo-Télévision[4]
- 2010 : Boursier du Conseil des Arts du Canada, littérature orale.
- 2011 : Prix de reconnaissance ESSOR régional (Centre du Québec/Mauricie)[3]
- 2012 : Boursier du Conseil des Arts du Canada, littérature orale.
- 2012 : Finaliste pour le Prix Passion, Grands Prix de la Culture des Laurentides[3]
- 2012 : Finaliste pour le Prix Coup de cœur, Grands Prix de la Culture des Laurentides[3]
- 2015 : Prix d'excellence en français Gaston-Miron[3]
- 2015 : Finaliste pour le Prix Ambassadeur, Grand Prix de la Culture des Laurentides[3]
- 2018 : Boursier du Conseil des arts et des lettres du Québec (CALQ) - régions des Laurentides[3]
- 2022 : Prix Passion, Grands Prix de la Culture des Laurentides[8].